# 4554 Fanynka
4554 Fanynka eller 1986 UT är en asteroid i huvudbältet som upptäcktes den 28 oktober 1986 av den tjeckiske astronomen Antonín Mrkos vid Kleť-observatoriet i Tjeckien. Den är uppkallad efter Frantiska Burian, vän till upptäckaren.
Asteroiden har en diameter på ungefär 26 kilometer.